# Lijst van voetbalinterlands Nederland - Turkije (mannen)
Deze lijst van voetbalinterlands is een overzicht van alle officiële voetbalwedstrijden tussen de nationale teams van Nederland en Turkije. De landen hebben tot op heden vijftien keer tegen elkaar gespeeld. De eerste wedstrijd was een vriendschappelijke ontmoeting op 4 mei 1958 in Amsterdam. De laatste confrontatie, een kwartfinale van het Europees kampioenschap voetbal 2024, werd gespeeld in Berlijn (Duitsland) op 6 juli 2024.

## Wedstrijden
| №  | № Int NED | Plaats    | Datum            | Competitie           | Wedstrijd           | Uitslag |
| -- | --------- | --------- | ---------------- | -------------------- | ------------------- | ------- |
| 1  | 232       | Amsterdam | 4 mei 1958       | Vriendschappelijk    | Nederland − Turkije | 1 – 2   |
| 2  | 238       | Istanboel | 10 mei 1959      | Vriendschappelijk    | Turkije − Nederland | 0 – 0   |
| 3  | 492       | Istanboel | 16 december 1992 | WK 1994 kwalificatie | Turkije − Nederland | 1 – 3   |
| 4  | 493       | Utrecht   | 24 februari 1993 | WK 1994 kwalificatie | Nederland − Turkije | 3 – 1   |
| 5  | 537       | Bursa     | 2 april 1997     | WK 1998 kwalificatie | Turkije − Nederland | 1 – 0   |
| 6  | 541       | Amsterdam | 11 oktober 1997  | WK 1998 kwalificatie | Nederland − Turkije | 0 – 0   |
| 7  | 580       | Amsterdam | 28 februari 2001 | Vriendschappelijk    | Nederland − Turkije | 0 – 0   |
| 8  | 704       | Amsterdam | 17 november 2010 | Vriendschappelijk    | Nederland − Turkije | 1 – 0   |
| 9  | 724       | Amsterdam | 7 september 2012 | WK 2014 kwalificatie | Nederland − Turkije | 2 – 0   |
| 10 | 738       | Istanboel | 15 oktober 2013  | WK 2014 kwalificatie | Turkije − Nederland | 0 – 2   |
| 11 | 758       | Amsterdam | 28 maart 2015    | EK 2016 kwalificatie | Nederland − Turkije | 1 – 1   |
| 12 | 763       | Konya     | 6 september 2015 | EK 2016 kwalificatie | Turkije − Nederland | 3 – 0   |
| 13 | 817       | Istanboel | 24 maart 2021    | WK 2022 kwalificatie | Turkije − Nederland | 4 – 2   |
| 14 | 828       | Amsterdam | 7 september 2021 | WK 2022 kwalificatie | Nederland − Turkije | 6 – 1   |
| 15 | 864       | Berlijn   | 6 juli 2024      | EK 2024              | Nederland − Turkije | 2 – 1   |

## Samenvatting
| Competitie        | Totaal gespeeld | Winst Nederland | Gelijk | Winst Turkije | Doelsaldo Nederland – Turkije |
| ----------------- | --------------- | --------------- | ------ | ------------- | ----------------------------- |
| WK-kwalificatie   | 8               | 5               | 1      | 2             | 18 − 8                        |
| EK-eindronde      | 1               | 1               | 0      | 0             | 2 − 1                         |
| EK-kwalificatie   | 2               | 0               | 1      | 1             | 1 − 4                         |
| Vriendschappelijk | 4               | 1               | 2      | 1             | 2 − 2                         |
| Totaal            | 15              | 7               | 4      | 4             | 23 − 15                       |

Wedstrijden bepaald door strafschoppen worden, in lijn met de FIFA, als een gelijkspel gerekend.

## Details

### Elfde ontmoeting
| EK 2016 kwalificatie (scheidsrechter Felix Brych, Amsterdam, Nederland, 28 maart 2015): |              | |
| Nederland | 1 – 1        | Turkije |
| Klaas-Jan Huntelaar 90+2' | goals        | 37' Burak Yılmaz |
| Guus Hiddink | bondscoach   | Fatih Terim |
| Jasper Cillessen Gregory van der Wiel Stefan de Vrij Bruno Martins Indi 77' Wesley Sneijder Nigel de Jong 63' Ibrahim Afellay Georginio Wijnaldum 46' Daley Blind Klaas-Jan Huntelaar Memphis Depay | opstellingen | Volkan Babacan 69' Serdar Aziz Hakan Balta Gökhan Gönül Ozan Tufan Mehmet Topal Selçuk İnan Caner Erkin 61' Volkan Şen Gökhan Töre 79' Burak Yılmaz |
| Luciano Narsingh 46' Bas Dost 63' Jetro Willems 77' | wissels      | 61' Hakan Çalhanoğlu 69' Ersan Gülüm 79' Colin Kâzım-Richards                                                                                       |
| Gregory van der Wiel 68' | gele kaarten | 42' Gökhan Töre |
| - Debuut van Bas Dost (VfL Wolfsburg) voor Nederland. |              | |

### Twaalfde ontmoeting
| EK 2016 kwalificatie (scheidsrechter Antonio Mateu Lahoz, Konya, Turkije, 6 september 2015):                                                                    |              | |
| Turkije | 3 – 0        | Nederland |
| Oğuzhan Özyakup 8' Arda Turan 26' Burak Yılmaz 85' | goals        | |
| Fatih Terim | bondscoach   | Danny Blind |
| Volkan Babacan Serdar Aziz Hakan Balta Caner Erkin Şener Özbayraklı Arda Turan 57' Selçuk İnan Oğuzhan Özyakup 83' Ozan Tufan Burak Yılmaz Hakan Çalhanoğlu 66' | opstellingen | Jasper Cillessen Gregory van der Wiel Jeffrey Bruma 46' Stefan de Vrij Jaïro Riedewald Wesley Sneijder 74' Daley Blind Davy Klaassen Robin van Persie 68' Luciano Narsingh Memphis Depay |
| Volkan Şen 57' Mehmet Topal 66' Olcay Şahan 83' | wissels      | 46' Georginio Wijnaldum 68' Quincy Promes 74' Luuk de Jong |
| Arda Turan 24' Şener Özbayraklı 69' Hakan Balta 74' Oğuzhan Özyakup 75' Ozan Tufan 87'                                                                          | gele kaarten | 36' Robin van Persie 62' Gregory van der Wiel |
| - Debuut van Jaïro Riedewald (AFC Ajax) voor Nederland. |              | |

### Dertiende ontmoeting
| WK 2022 kwalificatie (Istanboel, Turkije, 24 maart 2021): |       |                                    |
| Turkije                                                   | 4 – 2 | Nederland                          |
| Burak Yılmaz 15', 34' (pen.), 81' Hakan Çalhanoğlu 46'    | goals | 75' Davy Klaassen 76' Luuk de Jong |

### Veertiende ontmoeting
| WK 2022 kwalificatie (Amsterdam, Nederland, 7 september 2021):                     |       |                    |
| Nederland                                                                          | 6 – 1 | Turkije            |
| Davy Klaassen 1' Memphis Depay 16', 38' (pen.), 54' Guus Til 80' Donyell Malen 90' | goals | 90+2' Cengiz Ünder |

### Vijftiende ontmoeting
| Kwartfinale Europees kampioenschap voetbal 2024 (scheidsrechter Clément Turpin, Berlijn, Duitsland, 6 juli 2024):                                                                   |              | |
| Nederland | 2 – 1        | Turkije |
| Stefan de Vrij 70' Mert Müldür 76' (e.d.) | goals        | 35' Samet Akaydın |
| Ronald Koeman | bondscoach   | Vincenzo Montella |
| Bart Verbruggen Denzel Dumfries Stefan de Vrij Virgil van Dijk Nathan Aké 73' Jerdy Schouten Xavi Simons 87' Tijjani Reijnders 73' Cody Gakpo Memphis Depay 87' Steven Bergwijn 46' | opstellingen | Mert Günok 89' Kaan Ayhan 82' Samet Akaydın Abdülkerim Bardakcı Ferdi Kadıoğlu 82' Mert Müldür 77' Kenan Yıldız Hakan Çalhanoğlu 77' Salih Özcan Barış Alper Yılmaz Arda Güler |
| Wout Weghorst 46' Joey Veerman 73' Micky van de Ven 73' Jeremie Frimpong 87' Joshua Zirkzee 87'                                                                                     | wissels      | 77' Okay Yokuşlu 77' Kerem Aktürkoğlu 82' Zeki Çelik 82' Cenk Tosun 89' Semih Kılıçsoy                                                                                         |
| Xavi Simons 30' Nathan Aké 54' Virgil van Dijk 64' Wout Weghorst 90+6' | gele kaarten | 90+3' Cenk Tosun 90+5' Vincenzo Montella |
| | rode kaarten | 90+6' Bertuğ Yıldırım |

- Debuut van Joshua Zirkzee voor Nederland.

KNVB ·
A-internationals ·
Bondscoaches (m) ·
Topscorers ·
Nederlands vrouwenelftal ·
Bondscoaches (v) ·
Nederland B ·
Olympisch elftal ·
Jong Oranje ·
Nederland –20 ·
Nederland –19 ·
Nederland –18 ·
Nederland –17 ·
Nederland –16 ·
Nederland –15 ·
Nederlands amateurelftal ·
Nederlands zaterdagelftal ·
Jong OranjeLeeuwinnen ·
Vrouwen –20 ·
Vrouwen –19 ·
Vrouwen –18 ·
Vrouwen –17 ·
Vrouwen –16 ·
Vrouwen –15 ·
Militair mannenelftal ·
Militair vrouwenelftal ·
Strandteam ·
Vrouwen Strandteam ·
Futsalteam ·
Vrouwen Futsalteam

EK-wedstrijden ·
WK-wedstrijden ·
Resultaten kwalificaties en eindronden ·
Nederland B-wedstrijden ·
Officieuze wedstrijden ·
EK-wedstrijden vrouwen ·
WK-wedstrijden vrouwen ·
Resultaten vrouwen kwalificaties en eindronden
1905 – 1919 ·
1920 – 1929 ·
1930 – 1939 ·
1940 – 1949 ·
1950 – 1959 ·
1960 – 1969 ·
1970 – 1979 ·
1980 – 1989 ·
1990 – 1999 ·
2000 – 2009 ·
2010 – 2019 ·
2020 – 2029
2015 ·
2016 ·
2017 ·
2018 ·
2019 ·
2020 ·
2021 · 
2022
EK's: 1976 · 
1980 · 
1988 · 
1992 · 
1996 · 
2000 · 
2004 · 
2008 · 
2012 · 
2020 · 
2024
WK's: 1934 · 
1938 · 
1974 · 
1978 · 
1990 · 
1994 · 
1998 · 
2006 · 
2010 · 
2014 · 
2022
OS: 1908 ·
1912 ·
1920 ·
1924 ·
1928 ·
1948 ·
1952 ·
2008
Albanië ·
Andorra ·
Argentinië ·
Armenië ·
Australië ·
België ·
Bosnië en Herzegovina ·
Brazilië ·
Bulgarije ·
Canada ·
Chili ·
China ·
Colombia ·
Costa Rica ·
Curaçao ·
Cyprus ·
DDR ·
Denemarken ·
Duitsland ·
Ecuador ·
Egypte ·
Engeland ·
Estland ·
Faeröer ·
Finland ·
Frankrijk ·
GOS · 
Georgië ·
Ghana ·
Gibraltar ·
Griekenland ·
Hongarije ·
Ierland ·
IJsland ·
Indonesië ·
Iran ·
Israël ·
Italië ·
Ivoorkust ·
Japan ·
Joegoslavië ·
Kameroen ·
Kazachstan ·
Kroatië ·
Letland ·
Liechtenstein ·
Luxemburg ·
Malta ·
Marokko ·
Mexico ·
Moldavië ·
Montenegro ·
Nederlandse Antillen ·
Nigeria ·
Noord-Ierland ·
Noord-Macedonië ·
Noorwegen ·
Oekraïne ·
Oostenrijk ·
Paraguay ·
Peru ·
Polen ·
Portugal ·
Qatar ·
Roemenië ·
Rusland ·
Saarland ·
San Marino ·
Saoedi-Arabië ·
Schotland ·
Senegal ·
Servië en Montenegro ·
Slovenië ·
Slowakije ·
Sovjet-Unie ·
Spanje ·
Suriname ·
Thailand ·
Tsjechië ·
Tsjecho-Slowakije ·
Tunesië ·
Turkije ·
Uruguay ·
Verenigd Koninkrijk ·
Verenigde Staten ·
Wales ·
Wit-Rusland ·
Zuid-Afrika ·
Zuid-Korea ·
Zweden ·
Zwitserland
Argentinië (1978) ·
Argentinië (2006) ·
Argentinië (2014) ·
Argentinië (2022) ·
Australië (2014) ·
Brazilië (2014) ·
Chili (2014) · 
Costa Rica (2014) ·
Denemarken (2010) ·
Denemarken (2012) ·
Duitsland (2012) · 
Ecuador (2022) · 
Frankrijk (2008) ·
Italië (2008) ·
Ivoorkust (2006) ·
Japan (2010) ·
Kameroen (2010) ·
Mexico (2014) · 
Noord-Macedonië (2021) · 
Oekraïne (2021) · 
Oostenrijk (2021) · 
Portugal (2006) ·
Portugal (2012) ·
Portugal (2019) ·
Qatar (2022) ·
Roemenië (2008) ·
Rusland (2008) ·
San Marino (2011) ·
Senegal (2022) ·
Servië en Montenegro (2006) ·
Sovjet-Unie (1988) ·
Spanje (2010) ·
Spanje (2014) ·
Tsjechië (2021) · 
Uruguay (2010) ·
Verenigde Staten (2022) · 
West-Duitsland (1974)
TFF · A-internationals · Selecties · Bondscoaches · Turks vrouwenelftal · Olympisch elftal · Turkije U21 · Turkije U20 · Turkije U19 · Turkije U18 · Turkije U17 · Turkije U16
1923 – 1929 · 
1930 – 1939 · 
1940 – 1949 · 
1950 – 1959 · 
1960 – 1969 · 
1970 – 1979 · 
1980 – 1989 · 
1990 – 1999 · 
2000 – 2009 · 
2010 – 2019 ·
2020 − 2029
EK 1996 · 
EK 2000 · 
EK 2008 · 
EK 2016 ·
EK 2020 ·
EK 2024 · WK 1954 · WK 2002 · OS 1924 · 
OS 1928 · 
OS 1936 · 
OS 1948 · 
OS 1952 · 
OS 1960
1923 · 
1924 · 
1925 · 
1926 · 
1927 · 
1928 · 
1929 · 1930 · 
1931 · 
1932 · 
1933 · 1934 · 1935 · 
1936 · 
1937 · 
1938 · 1939 · 1940 · 1941 · 1942 · 1943 · 1944 · 1945 · 1946 · 1947 · 
1948 · 
1949 · 
1950 · 
1952 · 
1952 · 
1953 · 
1954 · 
1955 · 
1956 · 
1957 · 
1958 · 
1959 · 
1960 · 
1961 · 
1962 · 
1963 · 
1964 · 
1965 · 
1966 · 
1967 · 
1968 · 
1969 · 
1970 · 
1971 · 
1972 · 
1973 · 
1974 · 
1975 · 
1976 · 
1977 · 
1978 · 
1979 · 
1980 · 
1981 · 
1982 · 
1983 · 
1984 · 
1985 · 
1986 · 
1987 · 
1988 · 
1989 · 
1990 · 
1991 · 
1992 · 
1993 · 
1994 · 
1995 · 
1996 · 
1997 · 
1998 · 
1999 · 
2000 · 
2001 · 
2002 · 
2003 · 
2004 · 
2005 · 
2006 · 
2007 · 
2008 · 
2009 · 
2010 · 
2011 · 
2012 · 
2013 · 
2014 · 
2015 ·
2016 ·
2017 ·
2018 ·
2019 ·
2020 ·
2021 ·
2022 ·
2023 ·
2024
Albanië ·
Algerije ·
Andorra ·
Angola ·
Armenië ·
Australië ·
Azerbeidzjan ·
België ·
Bosnië en Herzegovina ·
Brazilië ·
Bulgarije ·
Canada ·
Chili ·
China ·
Colombia ·
Costa Rica ·
DDR ·
Denemarken ·
Duitsland ·
Ecuador ·
Egypte ·
Engeland ·
Estland ·
Ethiopië ·
Faeröer ·
Finland ·
Frankrijk ·
Georgië ·
Ghana ·
Gibraltar ·
Griekenland ·
Guinee ·
Honduras ·
Hongarije ·
Ierland ·
IJsland ·
Irak ·
Iran ·
Israël ·
Italië ·
Ivoorkust ·
Japan ·
Joegoslavië ·
Kameroen ·
Kazachstan ·
Kosovo ·
Kroatië ·
Letland ·
Libanon ·
Libië ·
Liechtenstein ·
Litouwen ·
Luxemburg ·
Maleisië ·
Malta ·
Moldavië ·
Montenegro · 
Nederland ·
Nieuw-Zeeland ·
Noord-Ierland ·
Noord-Macedonië ·
Noorwegen ·
Oekraïne ·
Oezbekistan ·
Oostenrijk ·
Pakistan ·
Paraguay ·
Polen ·
Portugal ·
Qatar · 
Roemenië ·
Rusland ·
San Marino ·
Saoedi-Arabië ·
Schotland ·
Senegal ·
Servië ·
Slovenië · 
Slowakije ·
Sovjet-Unie ·
Spanje ·
Syrië ·
Tsjechië ·
Tsjecho-Slowakije ·
Tunesië ·
Uruguay ·
Verenigde Staten ·
Wales ·
Wit-Rusland ·
Zuid-Afrika ·
Zuid-Korea ·
Zweden ·
Zwitserland
Brazilië (2002, 1) · 
Costa Rica (2002) · 
Duitsland (2008) · 
Italië (2021) · 
Kroatië (2008) · 
Kroatië (2016) · 
Portugal (2008) · 
Spanje (2016) · 
Tsjechië (2008) · 
Wales (2021) · 
Zwitserland (2008) · 
Zwitserland (2021)